# Église Saint-Jean-Baptiste de Morembert
L'église Saint-Jean-Baptiste de Morembert est une des églises à pans de bois du Pays du Der, en Champagne. Morembert est une petite commune du département de l'Aube. 
Elle était au doyenné de Margerie et une dépendance de la paroisse de Vaucogne. La première mention est une chapelle seigneuriale au XVIe siècle fondée par Anne de Saint-Belin et son époux Jean III de Boutigny. Elle fut placée sous le vocable de saint Jean qui était le patron de M. de Boutigny. 
L'église actuelle semble être le même bâtiment et fait 12 m de longueur, 6,1 m de largeur et 4,5 m de hauteur ; elle est sur un plan rectangulaire. Dans son mobilier il est à remarquer :
- Des fonts baptismaux du XVIe siècle en calcaire portant un écu losange, d'azur à trois têtes de bélier d'argent, accornés d'or 2 et 1 qui sont les armes d'Anne de Saint-Belin. Un écu chargé de six besants taillés moyen-relief (3 en chef, 2 en fasce et 1 en pointe) : probablement les armes de Jean de Boutigny[1].
- Une croix processionnelle du XVIe siècle[2].